# Killeen
Killeen város az Amerikai Egyesült Államokban, Texas államban, Bell megyeben. Lakosainak száma 153 095 fő (2020. április 1.). Killeen Fort Cavazos községgel határos.

## Népesség
A település népességének változása:
| Lakosok száma | 127 921 | 138 154 | 153 095 |
|               | 2010    | 2014    | 2020    |